# Theodor Wolfgang Hänsch
Theodor Wolfgang Hänsch, nemški fizik, * 30. oktober 1941, Heidelberg, Nemčija.
Hänsch je leta 2005 prejel četrtino Nobelove nagrade za fiziko »za doprinos k razvoju laserske spektrografije.«